# Thoriosa
Thoriosa este un gen de păianjeni din familia Ctenidae.
Cladograma conform Catalogue of Life:
| Thoriosa | \| \| Thoriosa fulvastra \| \| \| \| \| \| Thoriosa spadicea \| \| \| \| \| \| Thoriosa spinivulva \| \| \| \| \| \| Thoriosa taurina \| \| \| \| |
|          | \| \| Thoriosa fulvastra \| \| \| \| \| \| Thoriosa spadicea \| \| \| \| \| \| Thoriosa spinivulva \| \| \| \| \| \| Thoriosa taurina \| \| \| \| |
|          | Thoriosa fulvastra |
|          | |
|          | Thoriosa spadicea |
|          | |
|          | Thoriosa spinivulva |
|          | |
|          | Thoriosa taurina |
|          | |